# Zeit der Zärtlichkeit
Zeit der Zärtlichkeit (Originaltitel: Terms of Endearment) ist ein US-amerikanisches Filmdrama aus dem Jahr 1983. Die Literaturverfilmung basiert auf dem gleichnamigen Roman von Larry McMurtry.

## Handlung
Der Film erzählt die Geschichte von Mutter und Tochter über einen Zeitraum von 30 Jahren.
Aurora, die in River Oaks lebt, einem Stadtteil von Houston, ist eine eigenwillige Frau, die sich nicht von ihrer Tochter Emma lösen kann, zu der sie eine ungewöhnlich innige Beziehung hat. Emma hat es schwer, sich neben ihrer dominanten Mutter zu behaupten. Immer auf Würde und Ehre achtend, hat die Witwe seit dem Verlust von Emmas Vater mehrere Heiratsanträge zurückgewiesen, um sich ihrer Tochter zu widmen.
Als Emma ein eigenes Leben führen will und gegen den Willen ihrer Mutter den jungen Dozenten Flap heiratet, den Aurora hasst, ist die Witwe plötzlich alleine. Das Paar zieht nach Des Moines in Iowa. Emma bringt drei Kinder zur Welt und Aurora ist über ihre Großmutterrolle gar nicht glücklich. Sie lässt sich auf eine Affäre mit ihrem Nachbarn Garrett ein. Der Säufer und ehemalige Astronaut hilft Aurora, ihre veralteten Ansichten aufzugeben und zu ihren Gefühlen zu stehen. Als Emma bemerkt, dass Flap ihr untreu ist, geht auch sie eine außereheliche Beziehung ein. Sie trennt sich von ihrem Mann und zieht mit den Kindern vorübergehend bei ihrer Mutter ein. Nachdem Emma unheilbar an Krebs erkrankt, finden Flap und sie wieder zueinander und beschließen gemeinsam, dass die Kinder nach ihrem Tod bei Aurora leben sollen.

## Kritiken
Roger Ebert schrieb in der Chicago Sun-Times vom 23. November 1983, der wichtigste Erfolg – von vielen – sei, dass der Film ein Gleichgewicht zwischen den komischen und den traurigen Momenten erhalte. Er sei ein „wundervoller“ Film und die Darstellung von Debra Winger in den letzten Szenen „großartig“.

„Eine Mischung aus burschikoser Komödie und gefühlvollem Melodram; etwas zu glatt und oberflächlich, aber einsichtig in der psychologischen Entwicklung der Figuren und in allen Rollen ausgezeichnet gespielt.“

## Auszeichnungen
Zeit der Zärtlichkeit wurde vielfach ausgezeichnet und erhielt 1984 fünf Oscars in den Kategorien Bester Film, Beste Hauptdarstellerin (Shirley MacLaine), Bester Nebendarsteller (Jack Nicholson), Beste Regie und Bestes adaptiertes Drehbuch. Zu den sechs weiteren Oscar-Nominierungen gehörten jene für John Lithgow und Debra Winger, für die Filmmusik, für den Schnitt, für den Ton und für das beste Szenenbild.
Der Film als Bester Film – Drama, Shirley MacLaine (Beste Hauptdarstellerin – Drama), Jack Nicholson (Bester Nebendarsteller) und James L. Brooks als Drehbuchautor gewannen im Jahr 1984 den Golden Globe Award. James L. Brooks als Regisseur und Debra Winger wurden für den Golden Globe Award nominiert. Shirley MacLaine erhielt 1984 den Premi David di Donatello und wurde 1985 für den BAFTA Award nominiert. James L. Brooks gewann 1984 den Writers Guild of America Award.

## Hintergrund
Debra Winger, die während der Dreharbeiten eine schwere Kokainsucht zu überwinden versuchte, verhielt sich am Set unberechenbar. Dies verursachte Spannungen zwischen ihr und Shirley MacLaine, die zu starken, mitunter körperlichen Auseinandersetzungen führten.
Nach seinem Kinostart am 23. November 1983 spielte der Film bei einem geschätzten Produktionsbudget von 8 Mio. US-Dollar über 108 Mio. US-Dollar allein in den USA wieder ein. In Westdeutschland, wo der Film am 6. April 1984 startete, wurde er von 1.223.179 Kinozuschauern gesehen, wodurch er auf Platz 16 der erfolgreichsten Kinofilme des deutschen Kinojahres 1984 gelangte.
In der ebenfalls auf einem Roman von Larry McMurtry basierenden Fortsetzung Jahre der Zärtlichkeit – Die Geschichte geht weiter, die Robert Harling 1996 drehte, spielten vom Original nur noch Shirley MacLaine und Jack Nicholson mit. Daneben übernahmen Bill Paxton, Juliette Lewis, Miranda Richardson, Ben Johnson und Scott Wolf Rollen.